# Stolperstein in Auderghem/Oudergem

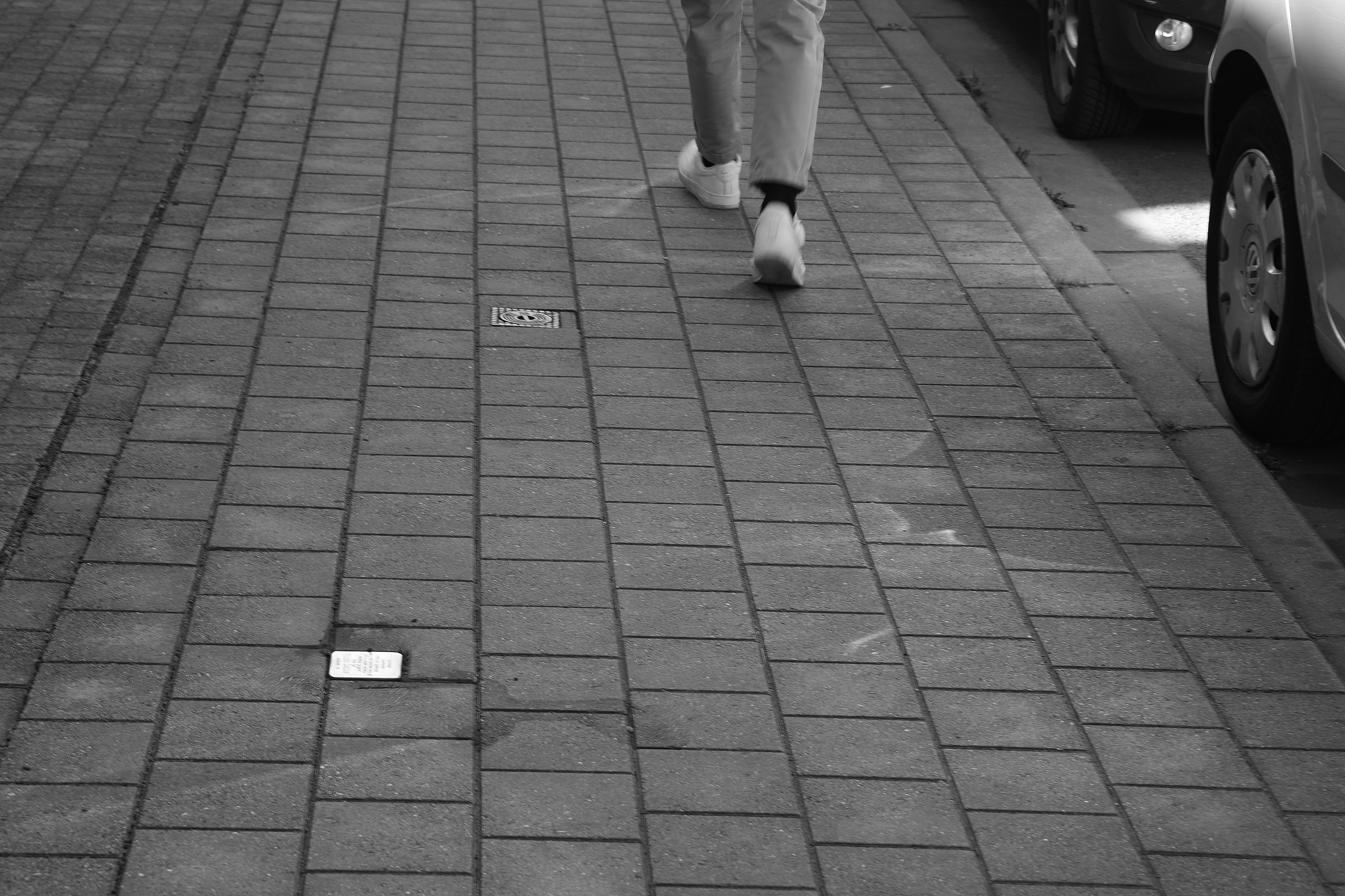
Stolperstein für Jacques Raffeld

Der Stolperstein in Auderghem/Oudergem ist Jacques Raffeld gewidmet, einem Auschwitz-Überlebenden. Auderghem/Oudergem ist eine von 19 Gemeinden der zweisprachigen Region Brüssel-Hauptstadt. Stolpersteine werden vom Kölner Künstler Gunter Demnig in weiten Teilen Europas verlegt. Sie erinnern an das Schicksal der Menschen, die von den Nationalsozialisten ermordet, deportiert, vertrieben oder in den Suizid getrieben wurden, und liegen im Regelfall vor dem letzten selbstgewählten Wohnsitz des Opfers.
Der bislang einzige Stolperstein von Auderghem wurde am 3. November 2015 verlegt.

## Stolperstein
| Stolperstein | Übersetzung | Verlegeort                    | Name, Leben |
| ------------ | --- | ----------------------------- | --- |
|              | HIER WOHNTE JACQUES RAFFELD GEBOREN 1920 VERHAFTET 11.6.1943 GEFÄNGNIS SAINT-GILLES INTERNIERT IN MECHELEN DEPORTIERT 31.7.1943 AUSCHWITZ ÜBERLEBENDER | Avenue Jean Van Horenbeek, 40 | Jacques Raffeld wurde am 11. Juni 1920 in Polen geboren. Als er vier Jahre alt war, zogen seine Eltern mit ihm nach Belgien. Er studierte an der Académie royale des Beaux-Arts de Bruxelles, gewann den ersten Preis für Bildhauerei und wurde danach Bildhauer und Graveur für Grabdenkmäler und Gedenktafeln in Auderghem. Raffelds Eltern versteckten sich in Alsemberg, er selber versteckte sich in einer Hütte an seinem Arbeitsplatz. Im Jahr 1942 versuchten die Nazis ihn das erste Mal zu verhaften, er konnte aber durch die Gärten flüchten und sich bei einem Nachbarn verstecken. Als er 1943 jemandem Geld lieh, denunzierte dieser ihn, statt einer Geldrückzahlung kam zum Termin die Gestapo. Am 11. Juni 1943 wurde Raffeld verhaftet und im Gefängnis in Saint-Gilles inhaftiert. Von hier wurde er in das SS-Sammellager Mecheln überstellt und am 31. Juli 1943 in das Vernichtungslager Auschwitz deportiert. Dort rettete ihn sein Beruf, der Bildhauer wurde gebraucht. Er bekam eine Extraration Brot, die er teilte. Auch den Todesmarsch 1945 überlebte er, wurde von der russischen Armee gerettet und in Starokostjantyniw untergebracht und verpflegt, bevor er nach Brüssel zurückkehrte und in seine Werkstatt. Auch seine Eltern hatten versteckt überlebt. Erst fuhr Jacques Raffeld mit dem Fahrrad täglich zur Arbeit, dann kaufte er sich ein Motorrad und fuhr zehn Jahre lang Motorradrennen, unter anderem war er Teilnehmer der Motorrad-Weltmeisterschaft 1951 und Motorrad-Weltmeisterschaft 1953. |

## Verlegedatum
- 3. November 2015